# Конан (Наруто)
Конан — єдиний член Акацукі жіночої статі і партнер Пейна. Вона застосовує паперові техніки в стилі оригамі і може повністю перетворюватися на папір. Вона приносить повідомлення від Пейна і жителі Амегакуре називають її «Леді Ангел» (яп. 天使 様 — «Tenshi-sama»). З Пейном вона веде себе шанобливо і спокійно, до того ж вона мало говорить.
Після смерті Нагато, вона говорить Наруто що вірить у нього. На прощання вона дає Наруто букет паперових квітів. Вона сподівається, що це «Квіти надії». Надії, яка ніколи не помре. Після цього вона забирає тіла Нагато і Яхіко з собою в селище дощу, яку вона з тих пір очолює. Не маючи причин залишатися в Акацукі, вона залишає організацію.
Помирає в битві з Тобі.